# Batalla de Meloria (1241)
La Batalla de Giglio, erróneamente llamada "primera batalla de Meloria", fue un encuentro bélico naval ocurrido el 3 de mayo de 1241 junto a la Isla de Giglio (Italia), entre la armada pontificia y la armada imperial. Fue uno de los principales episodios de las guerras güelfo-gibelinas en el norte de Italia, así como una de las victorias más significativas del bando gibelino. 

## Contexto y antecedentes
Como parte de la guerra abierta entre las fuerzas pontificias e imperiales en el siglo XIII, el papa Gregorio IX emitió un comunicado de excomunión al emperador Federico II en 1239, convocando al poco tiempo un concilio de obispos en Roma para confirmar la sentencia de excomunión. El traslado de los obispos europeos hacia Roma se dificultaba por el bloqueo del norte de la península itálica por parte de las tropas imperiales, por lo que el papa ideó el transporte marítimo de los obispos no italianos desde Niza hacia Ostia, encomendando para ello al almirante genovés Iacopo Malocello, a quien nombró comandante de la armada pontificia.
En la primavera de 1241 la armada pontificia de Malocello se concentraba en Portofino, mientras que la armada imperial, comandada por el también genovés Ansaldo de Mari, se concentraba en Savona, ambas en la bahía de Liguria. Durante el transcurso entre Portofino y Niza, Malocello se detuvo en Génova, donde saqueó los palacios de la nobleza gibelina (incluidos Doria y Spinola) con los marineros de sus 27 galeras. Comenzando el mes de mayo, Malocello consiguió embarcar a los obispos en Niza, intentando evitar a la armada imperial, que surcaba el Tirreno buscando bloquear el paso de los obispos hacia Ostia.

## Batalla

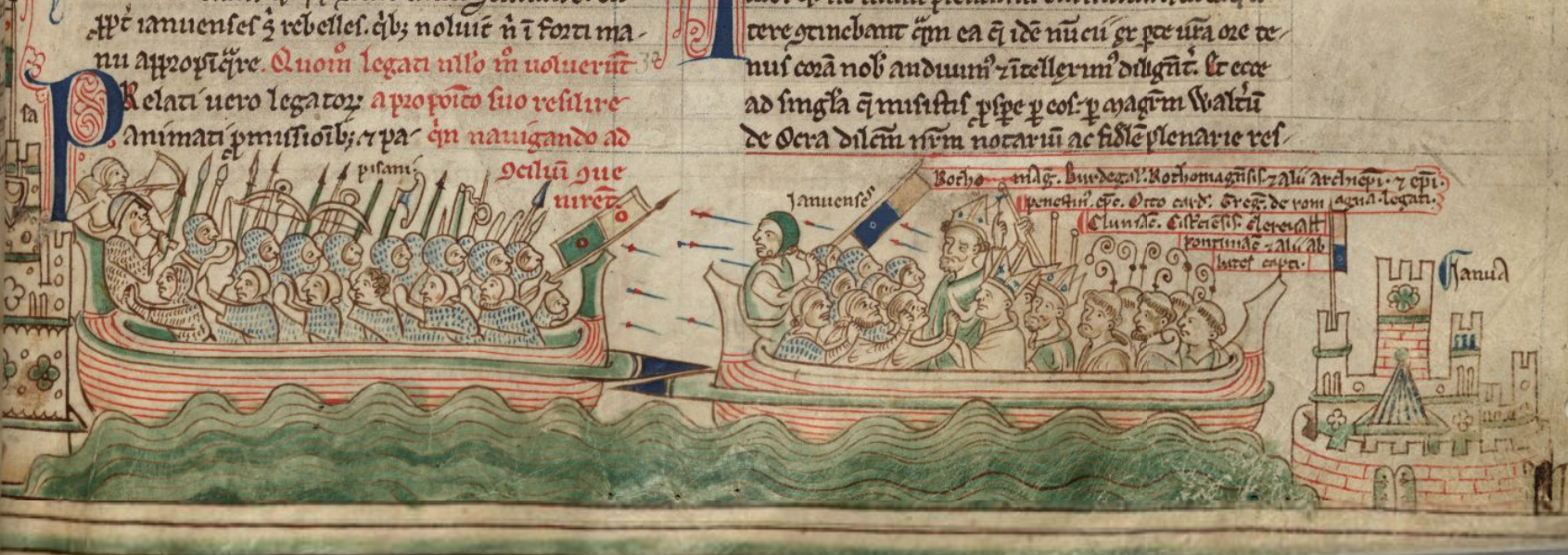
La Batalla del Giglio en la Chronica Majora (c. 1259) de Mateo de París, Biblioteca Parker, Cambridge, Reino Unido

El encuentro ocurrió el 3 de mayo a la altura de la Isla del Giglio (Toscana), cuando la flota del capitán Andreolo de Mari (hijo del almirante Ansaldo), vislumbró la flota pontificia y consiguió el apoyo del capitán pisano Ugolino Buzzacarini, también parte del contingente imperial. Las fuerzas conjuntas de 67 galeras y galeotas de los gibelinos pronto vencieron sobre las 27 galeras y galeotas de Malocello, hundiendo 3 galeras y capturando otras 22. Malocello huyó, salvando solo su galera y otras 4. Entre los cerca de 2 mil muertos que contó el bando güelfo se encontró al arzobispo de Besanzón, y entre los cerca de 4 mil prisioneros el legado papal Gregorio de Montelongo, los cardenales Giacomo da Palestrina y Ottone da Tonengo, los arzobispos de Burdeos y Ruan, los abades de Citeaux, Clairvaux y Premontré, así como numerosos embajadores e importantes exponentes del partido güelfo.

## Consecuencias
Por causa de la destrucción de la flota pontificia y la captura de la mayoría de los obispos convocados por el papa Gregorio IX al concilio, éste no pudo celebrarse, posponiéndose por tanto la confirmación de excomunión del emperador Federico II. La indiscutible victoria gibelina fue propagada por el emperador como la más clara señal de la voluntad divina a favor del gibelinismo, siendo quizás el evento de mayor significación a favor del bando gibelino en toda la contienda. La excomunión imperial no se hizo efectiva sino hasta la celebración del Concilio de Lyon por el papa Inocencio IV en 1246, otorgando a los gibelinos cuatro años de tregua aparente, no obstante la continuidad de su campaña hasta su derrota definitiva en la batalla de Parma (1248). 

## Batalla de Meloria
Sin relación alguna fue la Batalla de Meloria ocurrida en el islote de Meloria, confundida sin justificación alguna con la batalla del Giglio. 